# Sylvia Plischke
Sylvia Plischke (Pilsen, 20 juli 1977) is een voormalig tennisspeelster uit Oostenrijk. Plischke begon met tennis toen zij drie jaar oud was. Geboren in Tsjechoslowakije, verhuisde zij op zesjarige leeftijd naar Oostenrijk. Zij speelt rechtshandig en heeft een tweehandige backhand. Zij was actief in het proftennis van 1992 tot en met 2002.

## Loopbaan

### Enkelspel
Plischke debuteerde in 1992 op het kwalificatietoernooi van het WTA-toernooi van Kitzbühel – zij wist zich net niet voor het hoofdtoernooi te kwalificeren. Een maand later startte zij op het  ITF-circuit op het toernooi van Gryfino (Polen). Zij stond in 1993 voor het eerst in een finale, op het ITF-toernooi van Zagreb (Kroatië) – hier veroverde zij haar eerste titel, door de Duitse Renata Kochta te verslaan. In totaal won zij twee ITF-titels, de andere in 1994 in Limoges (Frankrijk).
In 1994 speelde Plischke voor het eerst op een WTA-hoofdtoernooi, op het toernooi van Linz. Zij bereikte nooit een WTA-enkelspelfinale. Haar beste resultaat op de WTA-toernooien is het bereiken van de halve finale, eenmaal op het toernooi van Gold Coast in 1998 waar zij onder meer de Zwitserse Patty Schnyder versloeg, en nog eenmaal op het toernooi van Bogota in 2000. Haar mooiste overwinning, op Roland Garros 1999, was het verslaan van de Tsjechische Jana Novotná, die op dat moment de nummer vier van de wereldranglijst was.
Haar beste resultaat op de grandslamtoernooien is het bereiken van de kwartfinale, op voornoemd Roland Garros 1999. Haar hoogste notering op de WTA-ranglijst is de 27e plaats, die zij bereikte in juni 1999.

### Dubbelspel
Plischke was in het dubbelspel minder actief dan in het enkelspel. Zij debuteerde in 1993 op het ITF-toernooi van Sunderland (Engeland) samen met de Spaanse Maria Carmen García. Zij stond in 1994 voor het eerst in een finale, op het ITF-toernooi van Vigo (Spanje), samen met de Tsjechische Jitka Dubcová – zij verloren van het duo Paula Cabezas en Emilie Viqueira. In 1997 veroverde Plischke haar eerste titel, op het ITF-toernooi van Bad Gögging (Duitsland), samen met de Sloveense Tina Križan, door de Françaises Emmanuelle Curutchet en Sophie Georges te verslaan. In totaal won zij twee ITF-titels, de andere in 2002 in Sutton (Engeland).
In 1993 speelde Plischke voor het eerst op een WTA-hoofdtoernooi, op het toernooi van Kitzbühel, samen met landgenote Barbara Schett. Zij stond één keer, in 2000, in een WTA-finale, op het toernooi van Kuala Lumpur, samen met de Slowaakse Henrieta Nagyová – hier veroverde zij haar enige WTA-titel, door het koppel Liezel Huber en Vanessa Webb te verslaan.
Haar beste resultaat op de grandslamtoernooien is het bereiken van de tweede ronde, op Roland Garros 2001. Haar hoogste notering op de WTA-ranglijst is de 78e plaats, die zij bereikte in januari 2001.

## Posities op deWTA-ranglijst
Positie per einde seizoen:
| jaartal | ranking enkelspel | ranking dubbelspel |
| ------- | ----------------- | ------------------ |
| 2002    | 376               | 322                |
| 2001    | 182               | 149                |
| 2000    | 53                | 106                |
| 1999    | 36                | 282                |
| 1998    | 41                | 128                |
| 1997    | 114               | 185                |
| 1996    | 198               | 323                |
| 1995    | 220               | 469                |
| 1994    | 227               | 405                |
| 1993    | 248               | 810                |
| 1992    | 699               | –                  |

## Palmares
| Legenda                |
| ---------------------- |
| Grandslamtoernooi      |
| Olympische Spelen      |
| Year-End Championships |
| Tier I                 |
| Tier II                |
| Tier III               |
| Tier IV & V            |

### WTA-finaleplaatsen enkelspel
Geen.

### WTA-finaleplaatsen dubbelspel
| nr.              | finaledatum | toernooi         | ondergrond | partner          | tegenstandsters           | score    |         |
| ---------------- | ----------- | ---------------- | ---------- | ---------------- | ------------------------- | -------- | ------- |
| Gewonnen finales |             |                  |            |                  |                           |          |         |
| 1.               | 2000-11-12  | WTA Kuala Lumpur | hardcourt  | Henrieta Nagyová | Liezel Huber Vanessa Webb | 6-4, 7-6 | details |
| Verloren finales |             |                  |            |                  |                           |          |         |
| Geen.            |             |                  |            |                  |                           |          |         |

## Prestatietabel grandslamtoernooien
| Legenda | Legenda                          |
| ------- | -------------------------------- |
| g.t.    | geen toernooi gehouden           |
| l.c.    | lagere categorie                 |
| –       | niet deelgenomen                 |
| G       | uitgeschakeld in de groepsfase   |
| 1R      | uitgeschakeld in de eerste ronde |
| 2R      | uitgeschakeld in de tweede ronde |
| 3R      | uitgeschakeld in de derde ronde  |
| 4R      | uitgeschakeld in de vierde ronde |
| KF      | uitgeschakeld in de kwartfinale  |
| HF      | uitgeschakeld in de halve finale |
| F       | de finale verloren               |
| W       | het toernooi gewonnen            |
| w-v     | winst/verlies-balans             |

### Enkelspel
| Toernooi        | 1998 | 1999 | 2000 | 2001 |
| --------------- | ---- | ---- | ---- | ---- |
| Australian Open | 2R   | 3R   | 2R   | 1R   |
| Roland Garros   | 2R   | KF   | 3R   | 2R   |
| Wimbledon       | 3R   | 2R   | 1R   | 2R   |
| US Open         | 2R   | 2R   | 2R   | –    |

### Vrouwendubbelspel
| Toernooi        | 2001 |
| --------------- | ---- |
| Australian Open | 1R   |
| Roland Garros   | 2R   |
| Wimbledon       | 1R   |
| US Open         | 1R   |

### Gemengd dubbelspel
| Toernooi        | 2001 |
| --------------- | ---- |
| Australian Open | –    |
| Roland Garros   | –    |
| Wimbledon       | 1R   |
| US Open         | –    |